# Bois de fer
Taxons concernés
Plusieurs genres parmi
- Guaiacum
- Sideroxylon
- Arganiamodifier

Bois de fer est le nom ou le surnom de différents bois particulièrement durs. Il est donné localement à diverses espèces d'arbres à travers le monde ou au bois que ces arbres produisent, notamment :
- Argania spinosa : l'arganier, appelé précédemment Sideroxylon spinosum
- Casuarina collina en Nouvelle-Calédonie
- Casuarina equisetifolia dit aussi filao, très employé en Polynésie
- Cordyla madagascariensis : l'Anakaraka[1] de Madagascar
- Guaiacum officinale ou Guaiacum sanctum : le gaïac, bois produit par des arbres du genre Guaiacum
- Mesua ferrea au Sri lanka
- Ostryer de Virginie ou Ostrya virginiana au Canada
- Olneya tesota : le palo fierro du Mexique et du Sud-Ouest des États-Unis
- les arbres du genre Sideroxylon : 
  - Sideroxylon majus : le bois de fer blanc
  - Sideroxylon borbonica : le bois de fer bâtard
- Votomita guianensis en Guyane
- Parrotia persica originaire de Perse